# Montagny-lès-Buxy
Montagny-lès-Buxy ist eine französische Gemeinde mit 203 Einwohnern (Stand 1. Januar 2022) im Département Saône-et-Loire in der Region Bourgogne-Franche-Comté.

## Geografie
Montagny-lès-Buxy liegt im südlichen Teil der Côte Chalonnaise, etwa 38 km südlich von Beaune und 16 km südwestlich von Chalon-sur-Saône auf einer Höhe zwischen 245 und 415 m über dem Meer.

## Geschichte
Bereits 885 wurde der Ort als Montanum als abhängig von der Kirche von Lyon erwähnt. Später gehörte der Ort dem Bischof vom Kapitel Saint-Vincent de Chalon. 

## Sehenswürdigkeiten
- Galloromanische Ausgrabungen von geschnittenem Feuerstein und Sarkophage.
- Häuser mit Galerien und Dächern mit Lava- oder Feuersteinschindeln.
- Château de La Saule, ein ehemals befestigtes Haus
- Château de La Tour-Baudin aus dem 15. Jahrhundert, in jüngerer Zeit umgebaut.
- Reste eines deutschen Lagers aus dem Zweiten Weltkrieg.

## Weinbau in Montagny-lès-Buxy

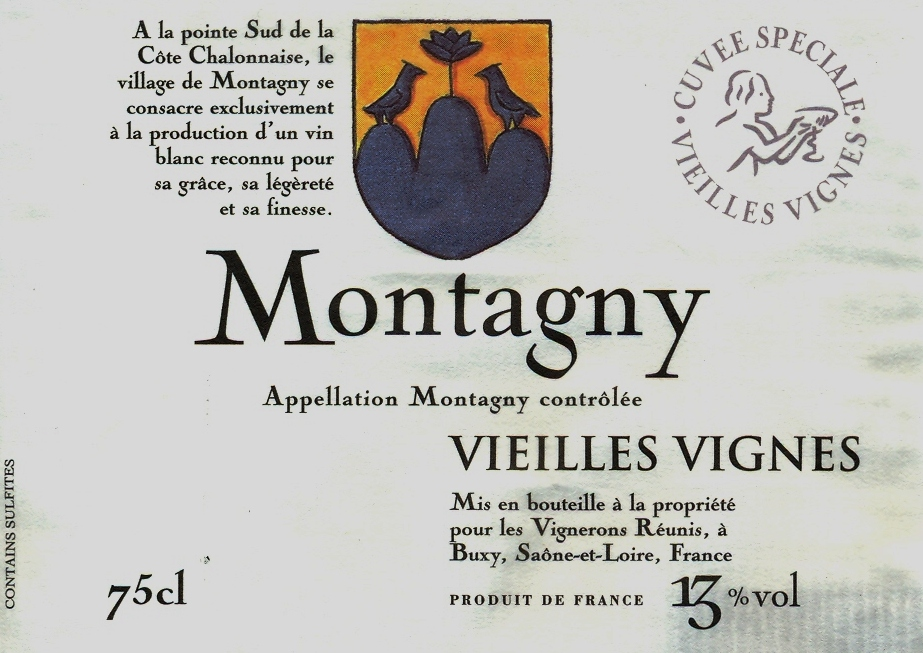
Montagny AOC 2003

Montagny ist der südlichste Punkt der Côte Chalonnaise und liegt schon an der Grenze zum Mâconnais. Unter der Appellation Montagny wird der Wein von vier Gemeinden verkauft, nämlich Buxy, Saint-Vallerin, Jully-lès-Buxy und schließlich Montagny. Die Appellation gilt ausschließlich für Weißweine aus der 
Chardonnay-Rebe. Das Anbaugebiet umfasst 476 ha, von denen 276 ha Anspruch auf die Bezeichnung „Premier Cru“ erheben dürfen. Nur auf dem Gebiet von Montagny selbst dürfen Einzellagen benannt werden. Im Jahr 2002 wurden auf einer Fläche von gut 350 ha – davon 220 ha Premier Cru – insgesamt 17.165 hl erzeugt.